# L'assedio di Calais
Personnages
- Eustachio de Saint-Pierre, maire de Calais (baryton)
- Aurelio, son fils (contralto)
- Eleonora, femme d'Aurelio (soprano)
- Edoardo III, roi d'Angleterre (basse)
- Isabella, reine d'Angleterre (mezzo-soprano)
- Un inconnu, espion anglais (basse)
- Edmondo, général anglais (basse)
- Giovanni d'Aire (ténor)
- Giacomo de Wisants, proche du maire (ténor)
- Pietro de Wisants (basse)
- Armando (basse)
- Dames de la reine. Chœur d'officiers anglais. Peuple de Calais des deux sexes. Magistrats et officiers français. Soldats anglais et français.

Airs
- « Ah ! de' giorni a me serbati » (Aurelio) – Acte I, 2e Tableau
- « Giammai del forte l'ardir non » (Aurelio) – Acte I, 2e Tableau
- « Serba tu quel puro giglio d'innocenza e di candor » (Eleonora, Aurelio) – Acte II, 1er Tableau
- « Ogn'inciampo è alfin distrutto » (Edoardo) – Acte III, 1er Tableau

L'assedio di Calais (Le Siège de Calais) est un opéra (dramma lirico) en 3 actes, musique de Gaetano Donizetti, livret de Salvatore Cammarano, représenté pour la première fois au Teatro San Carlo de Naples le 19 novembre 1836. Bien qu'il n'ait pas eu une grande carrière sur les scènes lyriques, il marque une tentative importante du compositeur pour rompre avec les conventions de l'opéra italien et y introduire certains des principes du grand opéra à la française.

## Histoire
Revenu à la direction du Teatro San Carlo de Naples en mai 1836 après en avoir été momentanément écarté, l'imprésario Domenico Barbaja commande à Donizetti un opéra pour la soirée de gala qui doit être donnée à l'occasion de l'ouverture de la saison théâtrale, qui intervenait traditionnellement le 26 décembre, jour de la Saint Étienne.
La source originale du livret de Salvatore Cammarano est la tragédie de Dormont de Belloy Le Siège de Calais (1765) qui remporta un grand succès, alors que la France sortait de la Guerre de Sept Ans, en mettant en scène le Siège de Calais par les Anglais en 1346, qui donna lieu au célèbre épisode historique des Bourgeois de Calais. Philippe-Jacques de Laroche (pseudonyme : Hubert) en avait tiré un « mélodrame historique en 3 actes à grand spectacle », représenté le 11 avril 1822 au Théâtre de l'Ambigu-Comique à Paris, Eustache de Saint-Pierre ou le Siège de Calais, adapté en italien par l'acteur Luigi Marchionni dont la pièce (vers 1825) avait inspiré un ballet de Luigi Henry, Edoardo III° ossia L'assedio di Calais, donné au San Carlo en 1828. Le livret passa sans trop de difficultés l'épreuve de la censure napolitaine.
Pour la première, Donizetti disposait du baryton d'origine basque Paul Barroilhet, spécialisé dans les rôles de père noble, pour incarner Eustachio di Saint-Pierre, de la soprano Caterina Barili-Patti, mère de la célèbre Adelina Patti et de la basse Frederico Lablache, fils de l'illustre Luigi Lablache, dans le rôle du roi d'Angleterre Edoardo.
La première eut lieu le 19 novembre 1836. S'agissant d'une représentation de gala, les spectateurs ne pouvaient applaudir que si la famille royale donnait le signal, ce qui n'arrivait que rarement ; il ne semble pas que ce fut le cas en cette occasion. Ce ne fut donc que lors de la deuxième représentation que Donizetti put juger de l'accueil réservé à son opéra. Il fut très chaleureux : « Je fus appelé six fois devant le rideau (la soirée suivant le gala), écrit Donizetti le 5 décembre à son ami l'éditeur Giovanni Ricordi. Le troisième acte est le moins heureux (tu vois ma sincérité). Qui sait si je ne le retoucherai pas ? [...] C'est l'opéra qui m'a coûté le plus de peine. Tous [les chanteurs] furent applaudis. Mais le choléra pousse tout le monde à rester à la campagne. Je pars tôt demain. Si tu l'imprimes entièrement, attend que je le révise à Milan. »
Il n'y eut pas de révision car, si L'assedio di Calais connut seize représentations à Naples où il fut repris l'été suivant et ensuite de manière régulière jusqu'en 1840, il ne semble pas avoir été produit ailleurs en Italie. Il ne fut remonté qu'en 1990 au Teatro Donizetti de Bergame, puis l'année suivante au festival de Wexford (Wexford Festival Opera) en Irlande et en 1993 à Londres à la Guildhall School of Music and Drama.

## Distribution
| Rôle | Type de voix  | Interprètes lors de la première le 19 novembre 1836 |
| --- | ------------- | --------------------------------------------------- |
| Eustachio de Saint-Pierre, maire di Calais Eustache de Saint-Pierre, maire de Calais | baryton       | Paul Barroilhet                                     |
| Aurelio, suo figlio Aurelio, son fils | contralto     | Almerinda Manzocchi                                 |
| Eleonora, moglie di Aurelio Eléonore, femme d'Aurelio | soprano       | Caterina Barili-Patti                               |
| Edoardo III, re d'Inghilterra e pretendente alla corona di Francia Édouard III, roi d'Angleterre et prétendant au trône de France | basse         | Federico Lablache                                   |
| Isabella, regina d'Inghilterra Isabelle, reine d'Angleterre | mezzo-soprano |                                                     |
| Un incognito Un inconnu, espion anglais | basse         | Pietro Gianni                                       |
| Edmondo, generale inglese Edmondo, général anglais | basse         | Nicola Tucci                                        |
| Giovanni d'Aire Jean d'Aire, bourgeois de Calais | ténor         |                                                     |
| Giacomo de Wisants, congiunto del Maire Jacques de Wisants, proche du maire | ténor         |                                                     |
| Pietro de Wisants Pierre de Wisants, cousin du maire | basse         |                                                     |
| Armando Armand, bourgeois de Calais | basse         |                                                     |
| Dame della regina. Cori di ufficiali inglesi. Popolo di Calais d'ambo i sessi. Magistrati ed ufficiali francesi. Comparse di soldati inglesi e francesi. Dames de la reine. Chœur d'officiers anglais. Peuple de Calais des deux sexes. Magistrats et officiers français. Soldats anglais et français. |               |                                                     |

## Argument
L'action se déroule en 1347, pour partie au camp d'Édouard III et pour partie à l'intérieur de la ville de Calais.

### Acte I

#### Premier tableau
Les postes avancés du camp anglais. Au fond, une partie des remparts de Calais baignés par la mer.
- Scène 1 : Tandis que tout dort dans le camp anglais, le fils du maire de Calais, Aurelio, descend le long du rempart de la ville à l'aide d'une corde. Il s'empare de quelques pains qu'il attache à un filin et qu'il fait remonter vers le haut du rempart quand des soldats anglais s'éveillent et donnent l'alarme. Ne pouvant remonter, il s'enfuit vers la mer tandis que les Anglais le poursuivent en tirant des flèches dans sa direction.

#### Second tableau
Un vestibule à l'intérieur du palais municipal de Calais. Au fond une vue de la ville et d'une partie de ses remparts. C'est l'aube. Un terrible silence règne partout.
- Scène 2 : Le maire de Calais, Eustachio di Saint-Pierre, s'avance en proie à de sombres pensées. La ville est à bout, les habitants commencent à mourir de faim, et il s'inquiète aussi pour son fils.
- Scène 3 : La femme de celui-ci, Eleonora, entre en s'exclamant Egli è perduto (Il est perdu). Elle raconte la courageuse tentative d'Aurelio et son échec. Eustachio et Eleonora entament un duetto andante douloureux (Acquetati, che t'ode il genitor), dans lequel Eustachio déplore la mort de son fils tandis que les pensées d'Eleonora se tournent vers son jeune enfant Filippo qui vient de perdre son père dans de si terribles circonstances.
- Scène 4 : Fidèle partisan du maire, Giovanni d'Aire annonce qu'Aurelio a pu échapper à ses poursuivants en se jetant à la mer. Eustachio et Eleonora laissent éclater leur joie dans la stretta lumineuse de leur duetto (Vivi!... Al sen ti stringer ?!...). Eleonora envoie Giovanni chercher son fils pour qu'il assiste au retour de son père[6].
- Scène 5 : Aurelio entre et embrasse son père et sa femme tandis que Giovanni lui amène son fils. Il exprime le bonheur d'être en vie dans une cavatine (Ah ! de' giorni a me serbati) avant d'interroger son père sur la situation de Calais. Giovanni déclare sombrement qu'il n'y a plus d'espoir et Aurelio proclame son intention de mourir pour sa patrie dans une énergique cabalette (Giammai del forte l'ardir non langue). Giovanni retourne à sa tâche qui est de veiller sur les remparts de la ville, qu'il faut restaurer car, précise Eustachio, ils ont cédé « sous le foudroiement assidu de bronzes creux tonnants » (« sotto l'assiduo fulminar de' cavi bronzi tonanti »), synecdoque directement issue du Siège de Calais de Dormont de Belloy[7] et dont l'audace avait stupéfié les spectateurs du XVIIIe siècle[8].
- Scène 6 : Giovanni revient pour annoncer l'arrivée imminente d'un inconnu à la tête d'une foule nombreuse qui vient exiger d'Eustachio la reddition de la ville.
- Scène 7 : Arrivent en effet l'inconnu à la tête d'une troupe de citoyens de Calais excédés, mais aussi trois bourgeois partisans du maire, Armando, Giacomo et Pietro. Ces derniers tirent leur épée pour défendre Eustachio, mais celui-ci préfère s'avancer seul face à la multitude. Celle-ci vacille, l'inconnu tente de la galvaniser contre Eustachio mais celui-ci le dénonce comme un espion anglais. L'inconnu se précipite sur Eustachio pour le tuer mais il en est empêché. Le peuple, entièrement retourné, ne songe plus qu'à se battre jusqu'au bout[9].

### Acte II

#### Premier tableau
Une pièce dans les appartements d'Aurelio. Au fond, une alcôve avec un lit où est allongé le petit Filippo. D'un côté, l'entrée d'un oratoire.
- Scène 1 : Eleonora contemple Aurelio assoupi auprès de son fils. Aurelio est éveillé en sursaut par un rêve qu'il raconte à sa femme : il a vu des soldats anglais tuer leur fils. Les deux parents tombent en prière pour le petit Filippo (Serba tu quel puro giglio d'innocenza e di candor).
- Scène 2 : Une cloche se fait entendre et Giovanni entre annonçant que le roi Edoardo envoie un messager aux Calaisiens pour leur faire une offre de paix. Aurelio et Eleonora sentent l'espoir renaître en eux (La speme un dolce palpito).

#### Second tableau
Une vaste salle circulaire consacrée aux audiences publiques. Près de l'entrée se trouve un socle sur lequel est planté le drapeau de France.
- Scène 3 : Un vaste chœur (D'un popolo afflitto il grido gemente) introduit le finale de l'acte II.
- Scène 4 : Un général anglais, Edmondo, expose les conditions du roi d'Angleterre : six plus noble bourgeois de la ville devront se livrer au camp anglais pour y subir « l'infamie et la mort ». Toute l'assistance exhale son épouvante dans un vaste ensemble concertato (Di rio destin siam vittime, ma siam francesi ancor). Aurelio, se ressaisissant, donne à Edmondo la réponse des habitants de Calais : ils périront jusqu'au dernier (arioso) ! Mais Eustachio, s'avançant à son tour, le reprend sur le même arioso : les six victimes seront conduites au camp anglais avant le soir, et il congédie le messager devant un auditoire stupéfait. Eustachio explique alors que, sans doute, six hommes périront, mais qu'en résistant, ce sont les femmes et les enfants de Calais qui seront aussi livrés aux Anglais, et il annonce que lui-même se porte volontaire pour faire partie des six victimes. Une noble émulation s'empare des hommes, Aurelio s'inscrit à son tour malgré son père. Une prière générale (O sacra polve) conclut, de manière inhabituelle, l'acte II.

### Acte III

#### Premier tableau
Le camp anglais. D'un côté, le magnifique pavillon du roi ; au fond, la plage avec vue sur l'étendue de mer formant le détroit de Calais.
- Scène 1 : Le roi d'Angleterre, Edoardo, ordonne de faire tonner le canon en l'honneur de l'arrivée au camp de son épouse, Isabella. Il s'inquiète de ne pas voir revenir son émissaire, se demandant si les Calaisiens auraient l'audace de lui résister.
- Scène 2 : Edmondo revient et annonce que la ville de Calais a accepté la proposition du roi. Dans sa cavatine, celui-ci se réjouit à la perspective de voir bientôt réunies les couronnes d'Angleterre, d'Écosse et de France (Ogn'inciampo è alfin distrutto).
- Scène 3 : Un officier annonce l'arrivée de la reine. Un chœur de bienvenue (Astro del ciel britannico) salue celle-ci comme celle qui a vaincu l'Écosse. La reine s'étonne que Calais ne soit pas encore prise tandis qu'Edoardo, dans sa cabalette, applaudit aux victoires de son épouse (Darti, regina, in premio) et la conduit sur un trône installé devant sa tente pour assister à la fête donnée en son honneur : c'est le moment où s'intercale le ballet (Balabile – Festa militare) en quatre parties dont la première (Danse des prisonniers écossais) et la quatrième (Danse armée) sont de Donizetti tandis que les deux autres (Pas à quatre, Pas d'ensemble) sont d'Antonio Vaccari.
- Scène 4 : Edmondo annonce au roi l'arrivée des victimes. Le roi demande qu'on les conduise dans sa tente cependant que la reine se retire.

#### Second tableau
L'intérieur de la tente royale, ornée de trophées.
- Scène 5 : Le roi est d'abord surpris de découvrir Eustachio parmi les victimes mais il prend un maintien sévère et accuse les Calaisiens d'avoir refusé de reconnaître ses droits à la couronne de France et de s'être rebellé contre lui, ce pour quoi ils seront exécutés.
- Scènes 6 et 7 : La reine fait son entrée suivie par les familles des victimes et implore son mari de se montrer clément. Mais celui-ci refuse et Eustachio intervient en demandant qu'on hâte l'exécution et que les ennemis soient contraints de les admirer (I nemici al punto estremo d'ammirarci sian costretti). Les victimes font leurs adieux à leurs familles. La reine supplie à nouveau son mari et, à la stupeur générale, celui-ci annonce qu'il pardonne.

## Analyse
La pièce de Dormont de Belloy avait frappé les contemporains par un essai – qu'on jugerait aujourd'hui bien timide – d'introduire un certain réalisme historique dans le traitement du sujet. C'est donc assez logiquement que, dans son nouvel opéra, Donizetti voulut acclimater en Italie certaines des innovations du grand opéra à la française avec lesquelles le compositeur avait pu se familiariser lors de son séjour parisien de 1835. Cette ambition révèle, à travers l'effort fait pour intégrer les conventions du genre, le désir du compositeur de faire carrière à Paris. 
Donizetti choisit toutefois de faire sienne l'une des plus contestables sur le plan dramatique : l'introduction d'un ballet, jusqu'alors tout à fait exceptionnelle dans l'opéra italien mais indispensable dans le grand opéra français. Le premier acte bénéficia également d'une pantomime au cours de laquelle un personnage descend à l'aide d'une corde des remparts de Calais pour s'introduire dans le camp anglais.
Pour la création de son ouvrage, Donizetti ne disposait pas de ténor principal en raison d'un problème qui semble être survenu entre le San Carlo et Giovanni David. Aussi dut-il confier le rôle du fils du maire de Calais, Aurelio, à la contralto Almerinda Manzocchi.

### Sources
- (en) William Ashbrook, Donizetti and his operas, Cambridge University Press, 1982 -  (ISBN 0-521-27663-2)
- (fr) Yonel Buldrini, « L'Assedio di Calais », sur www.forumopera.com (consulté le 1er septembre 2008)
- (fr) Piotr Kaminski, Mille et un opéras, Paris, Fayard, coll. Les indispensables de la musique, 2003
- (fr) Philippe Thanh, Donizetti, Actes Sud, 2005